# Romaanse muurschilderkunst

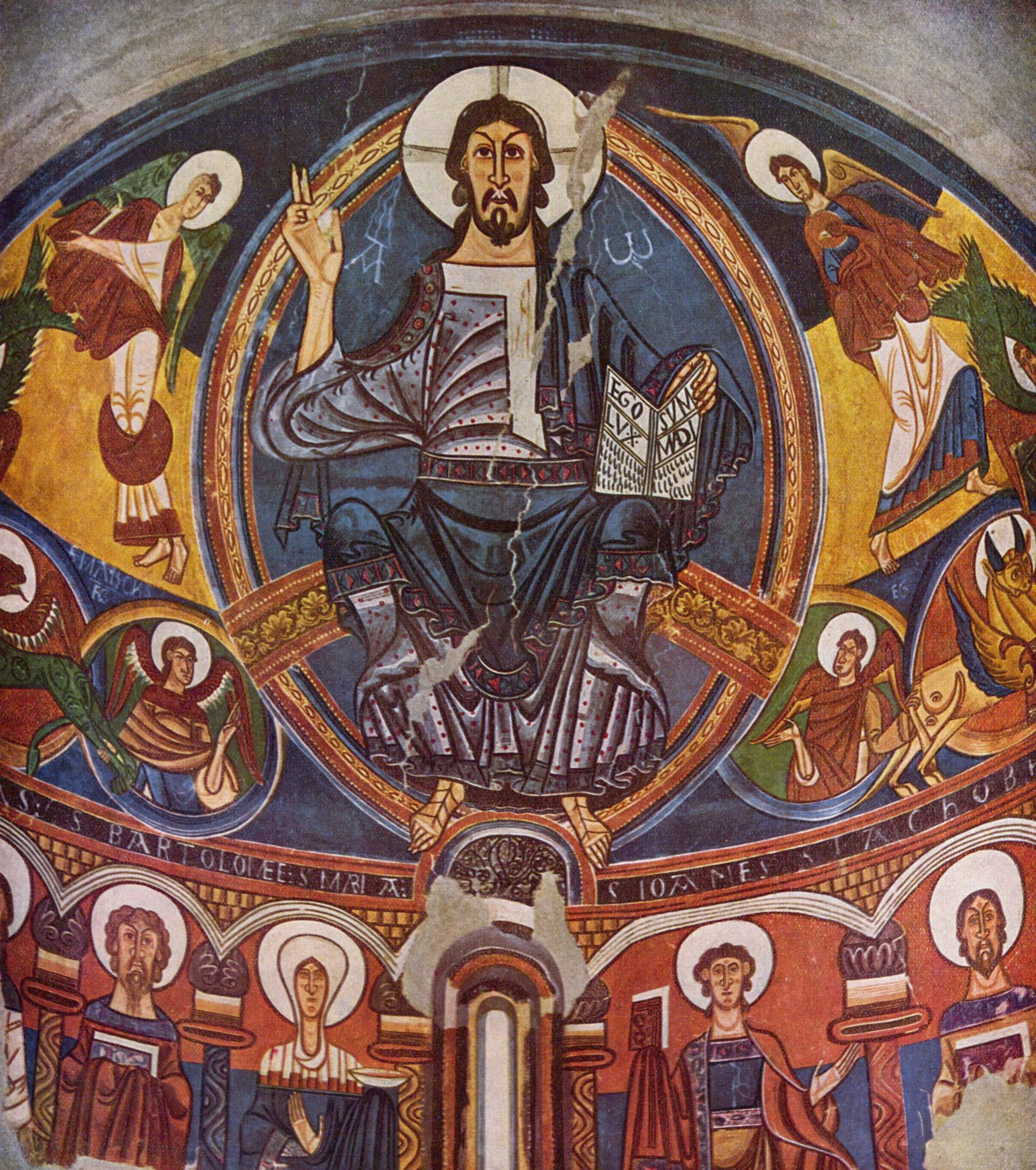
Een voorbeeld van romaanse muurschilderkunst uit circa 1123: hier wordt Christus als wereldheerser uitgebeeld

De romaanse muurschilderkunst is een onderdeel van de romaanse kunst, een stijl die van ongeveer 1000 tot het begin van de gotiek in de 13e eeuw in West-Europa werd gehanteerd. De techniek die gebruikt werd was de fresco. De grote muurvlakken en bogen van de romaanse kerken leenden zich goed voor muurschilderingen. Daarvan is slechts een fractie bewaard gebleven. Verwaarlozing, vocht, oorlog, maar ook iconoclasme en veranderende modestromingen hebben hun tol geëist.
De onderwerpen waren religieus. Muurschilderingen in de kerken dienden om de gelovigen, die voor het grootste deel ongeletterd waren, met de geest van de Heilige Schrift vertrouwd te maken en hun de christelijke moraal voor ogen te houden. De tekening werd gewoonlijk eerst in zware contouren gemaakt en daarna in figuren met kleuren ingevuld of verguld, meestal zonder schaduwpartijen. De achtergronden waren eenkleurig.